# Partito monarchico
Un partito monarchico è un'organizzazione politica il cui obiettivo è quello di stabilire o restaurare una monarchia in uno stato.
I partiti monarchici solitamente criticano l'inefficacia dei governi repubblicani e in generale difendono le moderne monarchie parlamentari, costituzionali e istituzionali; alcuni si candidano alle elezioni, altri si rifiutano di partecipare.
Questi partiti esistono in stati repubblicani unitari (come Francia, Irlanda, e altri) o stati federali (Germania), mentre non sono presenti negli stati in cui è già presente la monarchia (Regno Unito e Spagna).

## In Italia
Sono tutti partiti monarchici italiani:
- il Blocco Nazionale della Libertà (coalizione costituita nelle elezioni del 1946, ora sciolta);
- il Partito Nazionale Monarchico (1946-59, poi confluito nel PDIUM)
- il Partito Monarchico Popolare (1954-59, poi confluito nel PDIUM)
- il Partito Democratico Italiano di Unità Monarchica (1959-72, poi confluito nel MSI-DN)
- l'Alleanza Monarchica (attiva)